# Adelius clandestinus
Adelius clandestinus är en stekelart som först beskrevs av Forster 1851.  Adelius clandestinus ingår i släktet Adelius och familjen bracksteklar. Inga underarter finns listade i Catalogue of Life.